# Новое Село (Фралёвское сельское поселение)
Новое Село (карел. Nousolka) — деревня в Бежецком районе Тверской области. Входит в состав Фралёвского сельского поселения.

## География
Находится в восточной части Тверской области на расстоянии приблизительно 8 км по прямой на северо-запад от районного центра города Бежецк.

## История
Деревня была отмечена еще на карте Менде (состояние местности на 1848 год). В 1859 году здесь (деревня Бежецкого уезда Тверской губернии) было учтено 43 двора, в 1978 — 35.

## Население
Численность населения: 233 человека (1859 год), 24 (русские 100 %) в 2002 году, 8 в 2010.